# Serrat de la Matella
La Serrat de la Matella és una serra situada quasi totalment al municipi de Gósol i, només en la seva part nord-est, al de Saldes, ambdós a la comarca del Berguedà. És la part final de la carena que, del Cap d'Urdet (Serra del Verd), es desprèn cap a llevant per la Serra de les Comes. El seu punt més alt, la Matella, que no és més que una protuberància a la plana i ampla carena de la serra, assoleix els 1.664 metres.
El Coll de Gósol el separa de la Serra de les Comes i s'allarga uns 3 km en direcció est fins a les fondalades de l'Aigua de Valls, que rodeja pràcticament el Serrat excepte per ponent. Donada la seva situació central, constitueix un esplèndid mirador de la vall de Gósol, la Serra del Cadí i el Pedraforca, al nord; i de les clotades del l'Aigua de Valls i cims da la Serra d'Ensija, al sud.
Un magnífic bosc de pi rajolet (Pinus sylvestris) cobreix tot el Serrat. Només en les parts mès planes, als voltants del despoblat nucli de Moripol, a migdia de la muntanya, es troben extensos prats, antics camps de conreu, on ara pastura el bestiar (Clot de Moripol, camps de la Font Grossa, l'Hortal, etc.).
Des del coll de Gósol s'accedeix fàcilment al Serrat. Al coll s'hi pot arribar, pel nord, des de Gósol per la pista del Forat de Torrentsenta ò des de Sorribes, per la que hi puja per l'obaga. Des de la banda de Guixers, al sud, s'hi pot pujar per la pista que puja fins a Moripol. Vehicle tot terreny aconsellable.